# 雲霄県
雲霄県（うんしょう-けん）は中華人民共和国福建省に位置する省直轄の県であり、しばらくの間、漳州市の代理管轄下に置かれている。

## 地理
県内を流れる漳江の河口には広大なマングローブがあり、タイマイ、オサガメ、アカウミガメ、ヒメウミガメ、カラシラサギ、ズグロカモメ、アゲマキガイ、コノシロ、ボラなどが生息している。一帯は2008年にラムサール条約登録地となった。

## 歴史
1696年（康熙35年）、雲霄巡検司が、1798年（嘉慶3年）に雲霄撫民庁が設置される。1913年に雲霄県に改編され現在に至る。

## 行政区画
下部に6鎮、3郷を管轄する
- 鎮
  - 雲陵鎮、陳岱鎮、東廈鎮、莆美鎮、列嶼鎮、火田鎮
- 郷
  - 下河郷、馬鋪郷、和平郷

## 交通

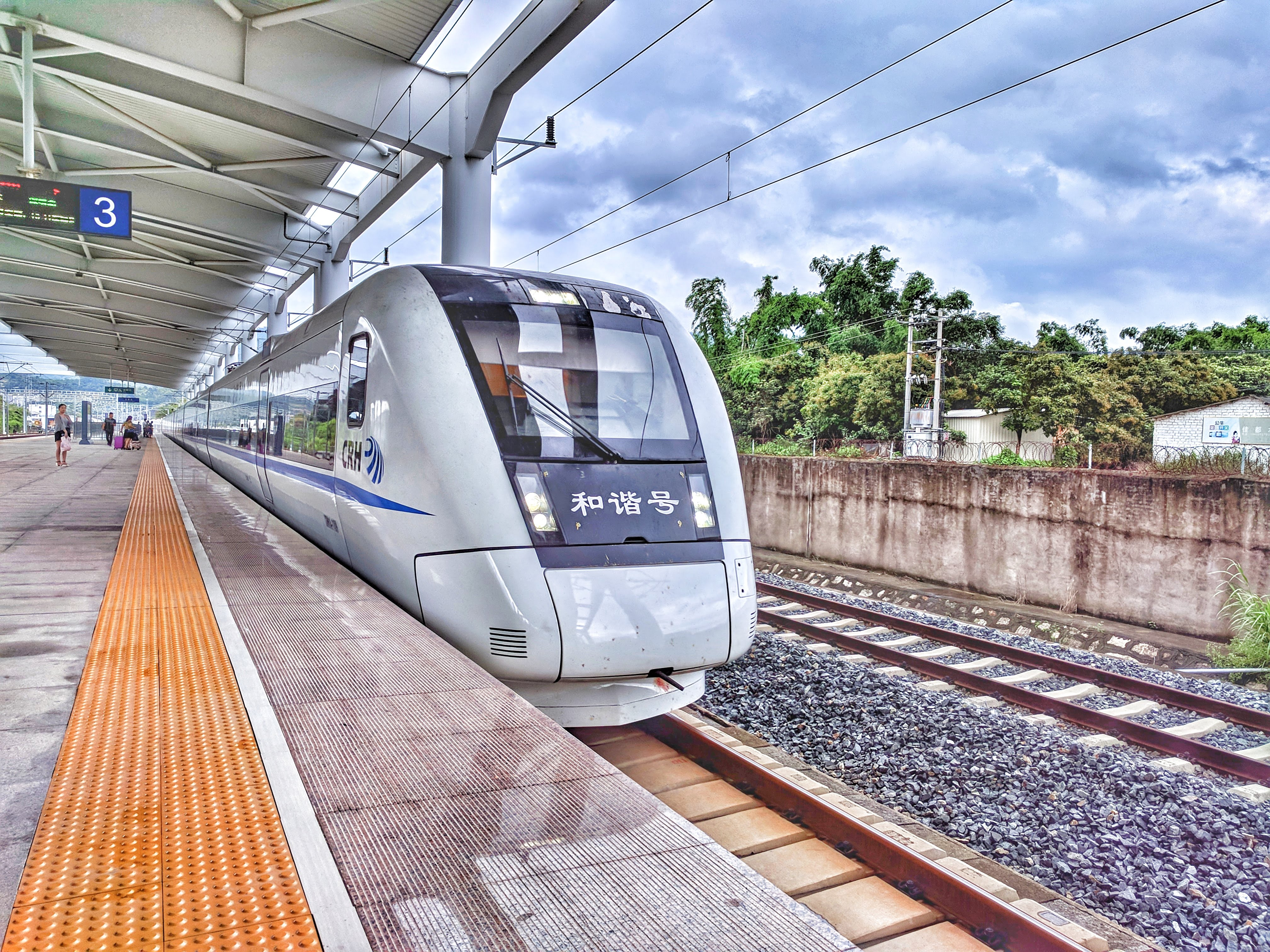
雲霄駅に停車するCRH1A高速列車

### 鉄道
- 中国国家鉄路集団
  - 廈深線
    - 雲霄駅

### 道路
- 高速道路
  -  瀋海高速道路
  -  雲平高速道路（中国語版）
- 国道
  - G228国道
  - G324国道
  - G357国道（中国語版）

## 治安
本県では偽ブランド品のタバコの販売が盛んに行っており、一部の出身者は他地域でも偽タバコの製造・運輸・販売に携わっている
。